# Loïc Chetout
Loïc Chetout (Baiona, 23 de setembre de 1992) és un ciclista francès, professional des del 2013 i actualment a l'equip Cofidis. S'ha format i ha competit en diferents proves al País Basc.

## Palmarès
- 2013
  - 1r a la Ereñoko Udala Sari Nagusia
  - 1r a la Insalus Saria
  - 1r a la Klasika Lemoiz
  - 1r a la Andra Mari Sari
  - Vencedor d'una etapa a la Volta a Bidassoa
- 2014
  - 1r a l'Essor basc
  - 1r a la Ronda del País Basc
  - 1r al Gran Premi Pierre Pinel
  - 1r a la Volta a Bidassoa i vencedor d'una etapa
  - Vencedor d'una etapa a la Ronda de l'Isard d'Arieja

### Resultats a la Volta a Espanya
- 2016. 138è de la classificació general
- 2018. 144è de la classificació general